# 菲律宾裸天竺鲷
菲律宾裸天竺鲷（学名：Gymnapogon philippinus）为輻鰭魚綱鈎頭魚目天竺鲷科裸天竺鲷属的鱼类。分布于琉球岛、西太平洋、台湾岛等。该物种的模式产地在菲律宾。深度0至9公尺，本魚體延長，體稍側扁，頭大、眼大、口大且斜裂，頜齒細小，鋤骨和腭骨通常具齒，舌上無齒，前鰓蓋骨邊緣具鋸齒，鰓蓋骨後緣棘不發達，體裸露無鱗，頰部及鰓蓋均被鱗，體透明，頭部具黑點，腹部略帶銀色，背鰭硬棘7枚、背鰭軟條9枚、臀鰭硬棘2枚、 臀鰭軟條8枚，體長可達5公分，棲息於淺海珊瑚礁，夜行性，以浮游動物為食，生活習性不明。